# Selbstladegewehr

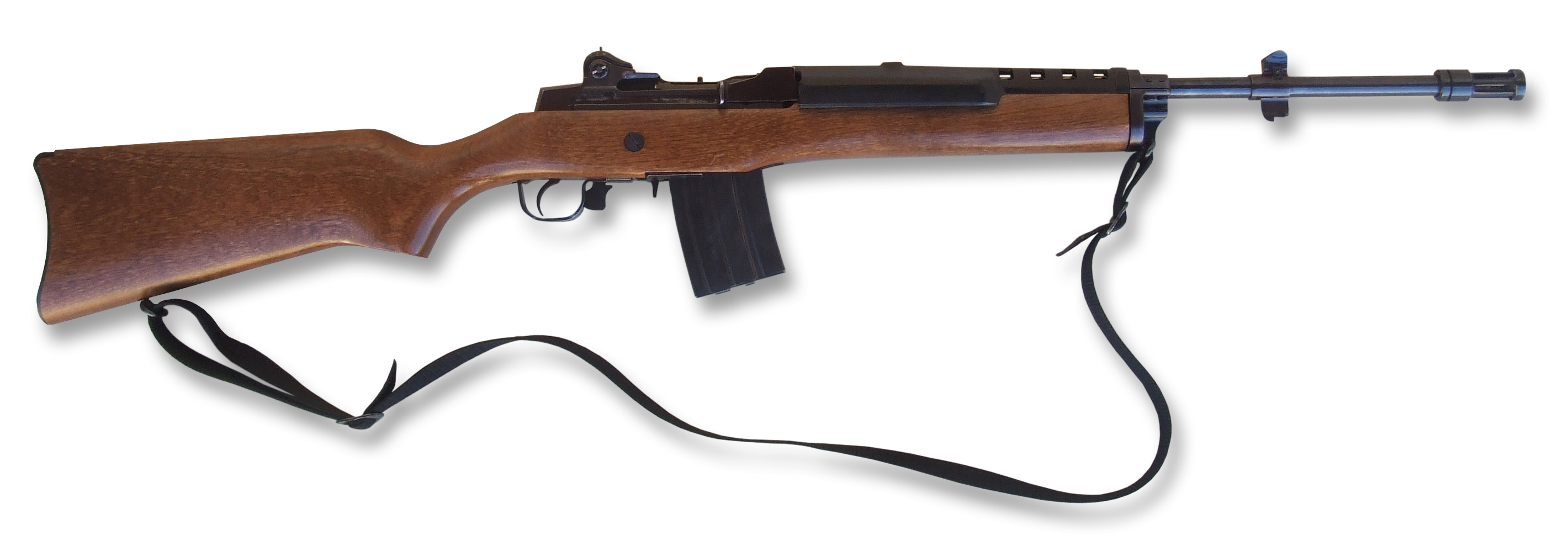
Ruger Mini-14

Selbstladegewehr ist der Oberbegriff für ein Gewehr, das nach Abgabe eines Schusses selbsttätig die leere Patronenhülse auswirft, eine neue Patrone aus dem Magazin nachlädt und dann wieder erneut schussbereit ist.
Selbstladegewehre haben eine höhere Feuergeschwindigkeit als Repetiergewehre. Durch die einfachere Handhabung ist der Schütze weniger abgelenkt und kann sich dadurch besser auf sein Ziel konzentrieren.
Jagdliche und sportlich verwendete Selbstladegewehre werden in der Regel als Selbstladebüchsen bezeichnet. Im deutschen Waffenrecht werden die Begriffe halbautomatische bzw. vollautomatische Büchsen verwendet.

## Entwicklung

### USA

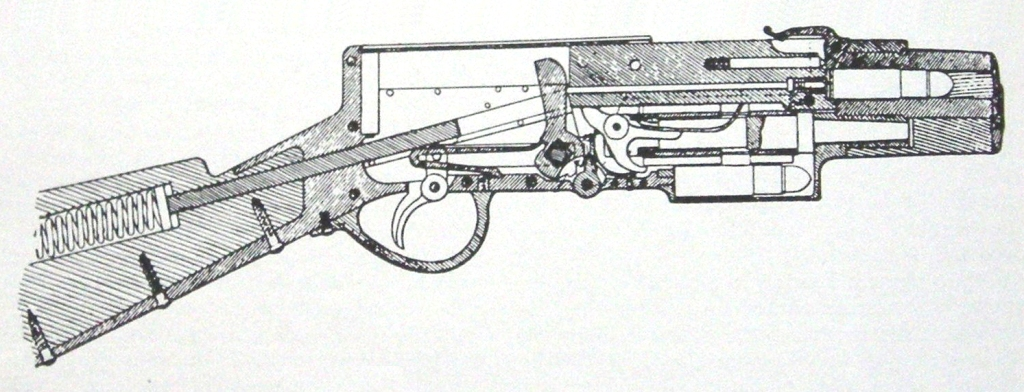
Erstes Maxim-Patent 1883 für Selbstlader

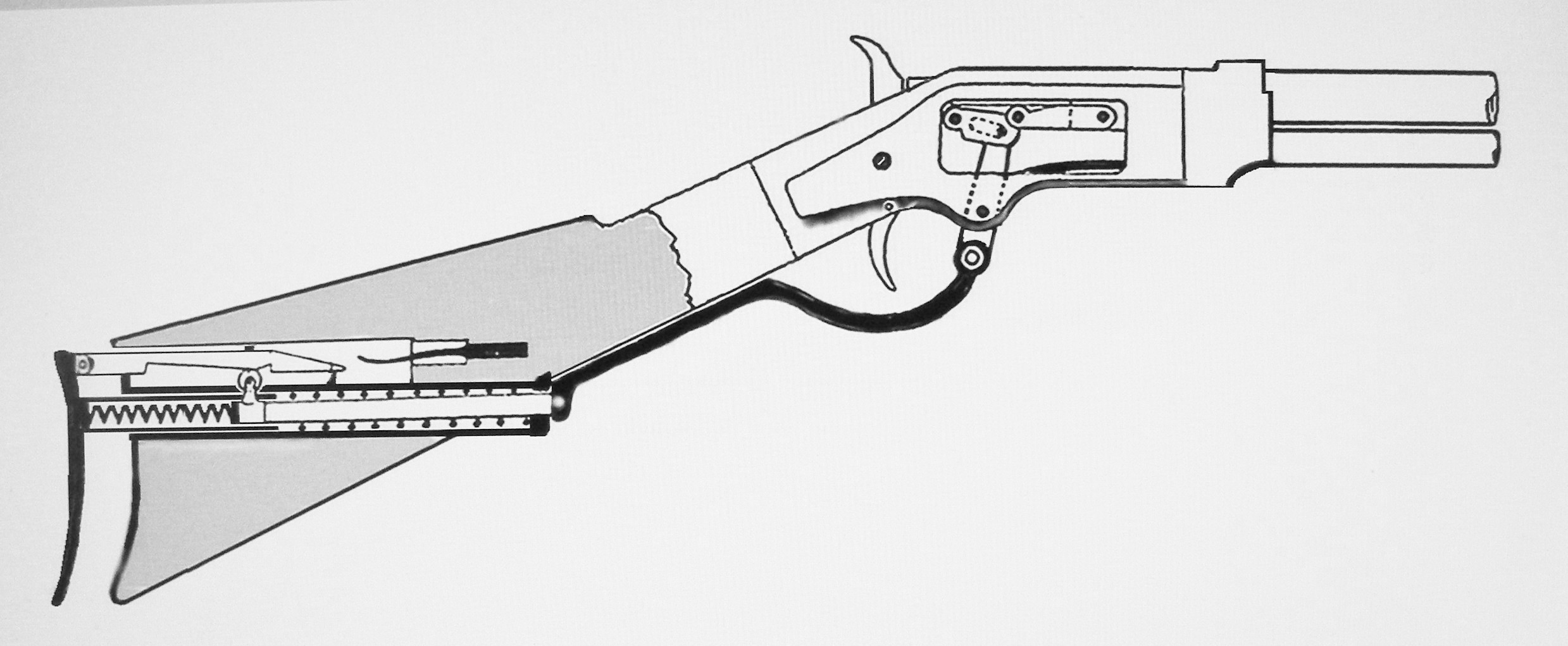
Maxim-Winchester Selbstlader

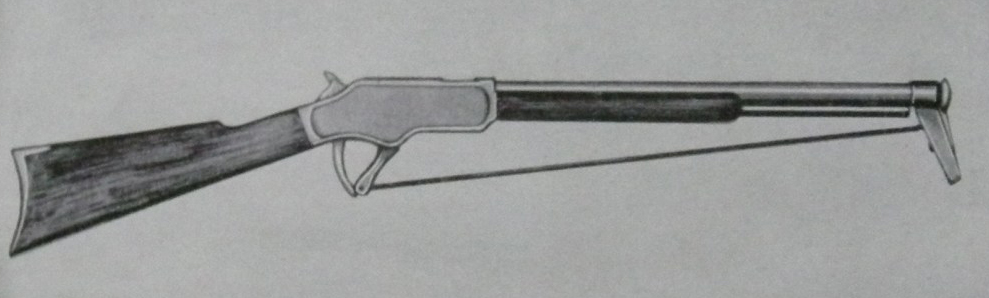
Winchester-Browning Selbstlader 1892

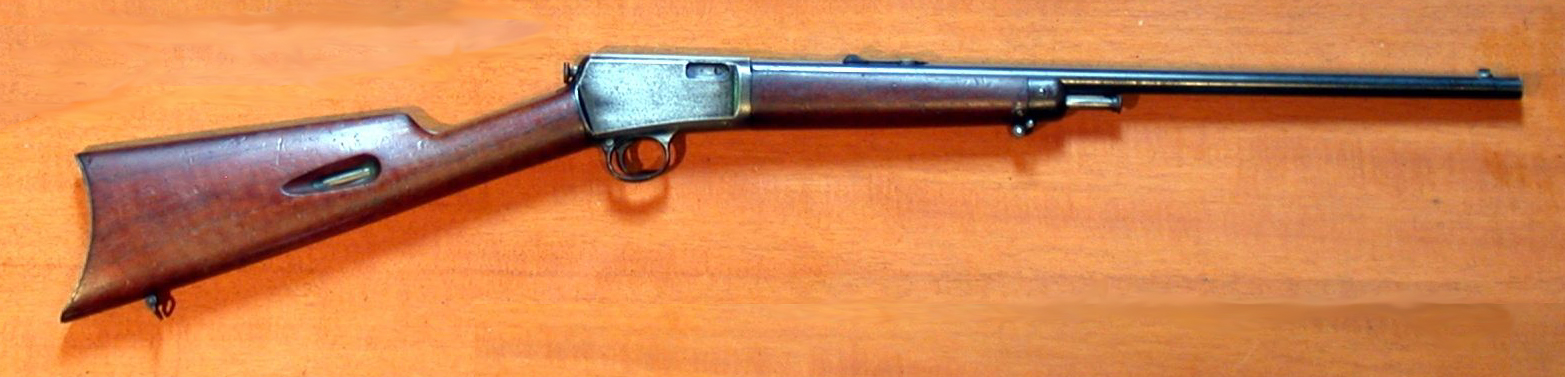
Winchester Model 1903 cal. .22 Win Auto

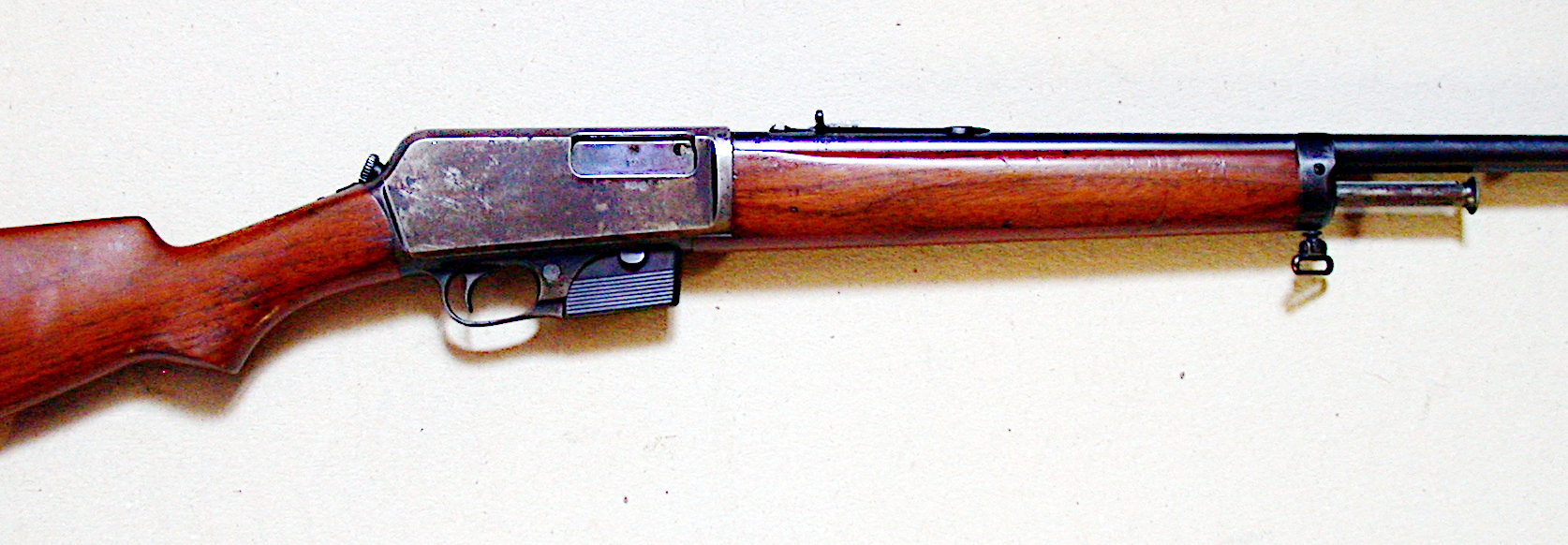
Winchester 05 Self Loading

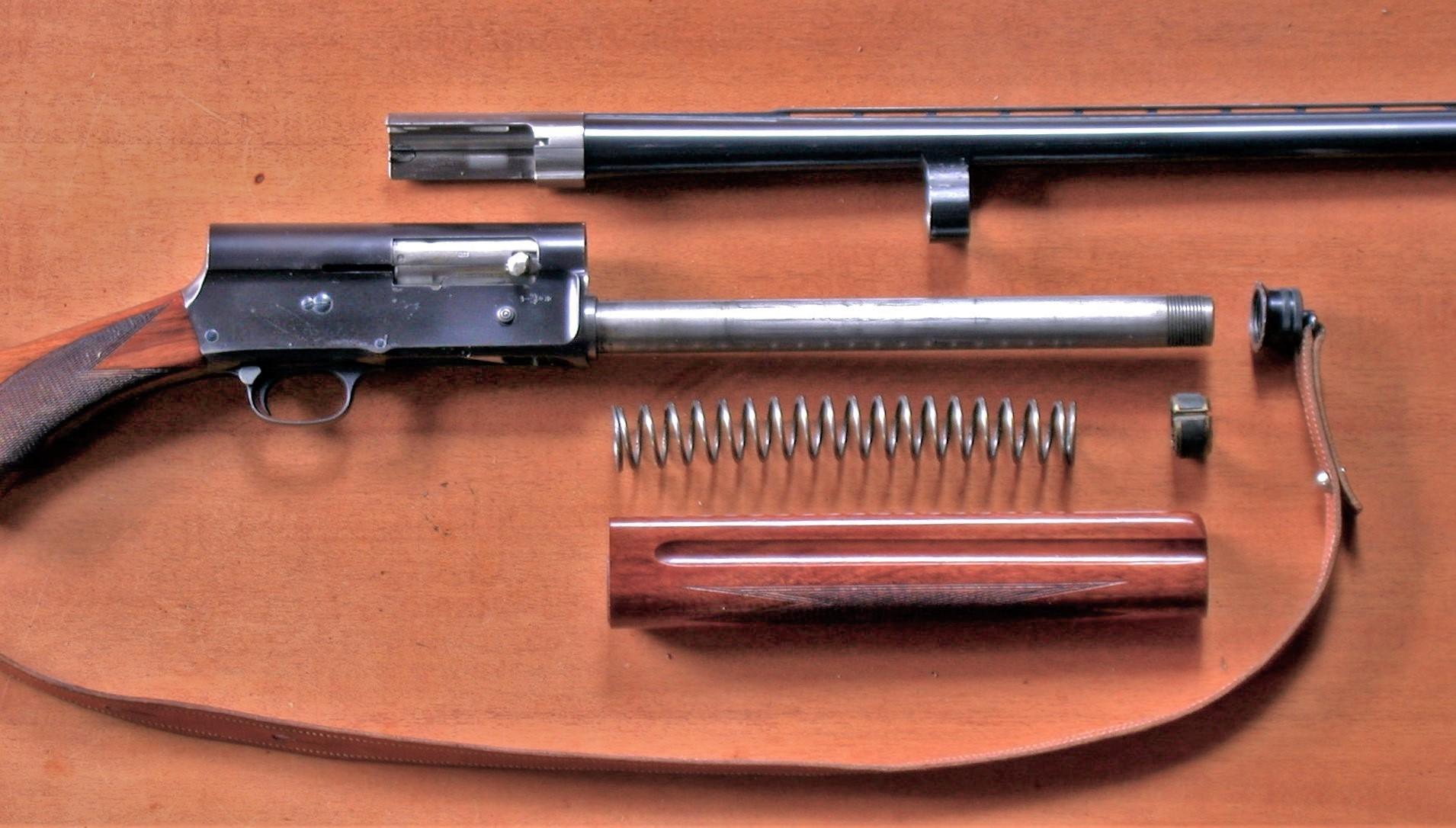
Field strip: Browning Selbstladeflinte Auto-5 zerlegt

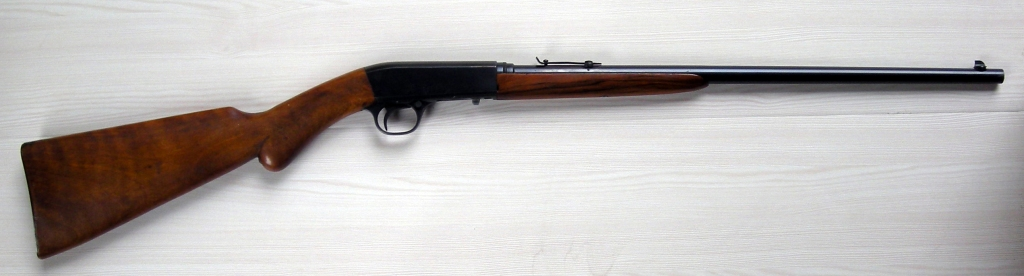
Browning Selbstladegewehr cal. 22

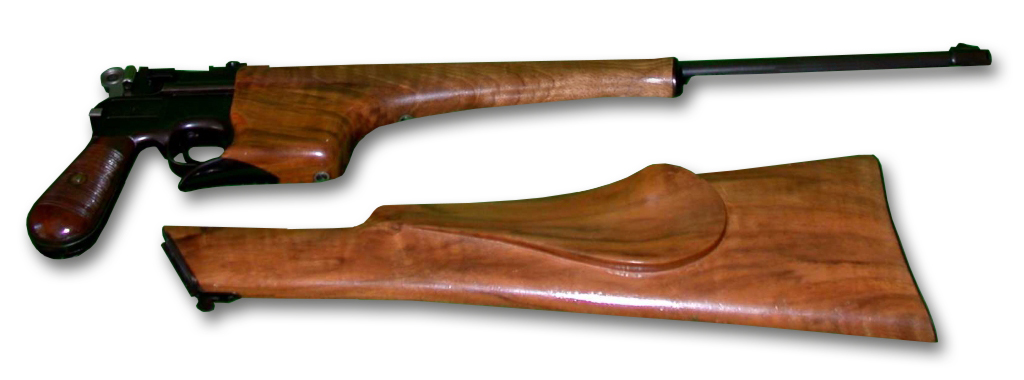
Mauser C96-Karabiner, Einzelanfertigung

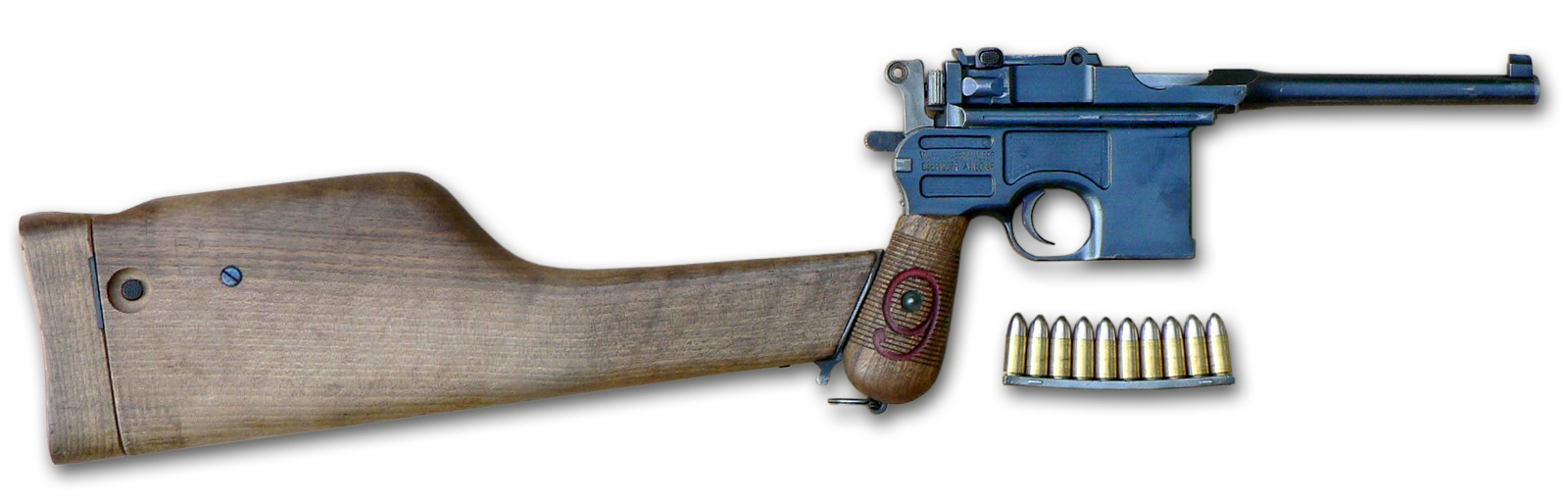
Mauser M1916 mit Anschlagschaft

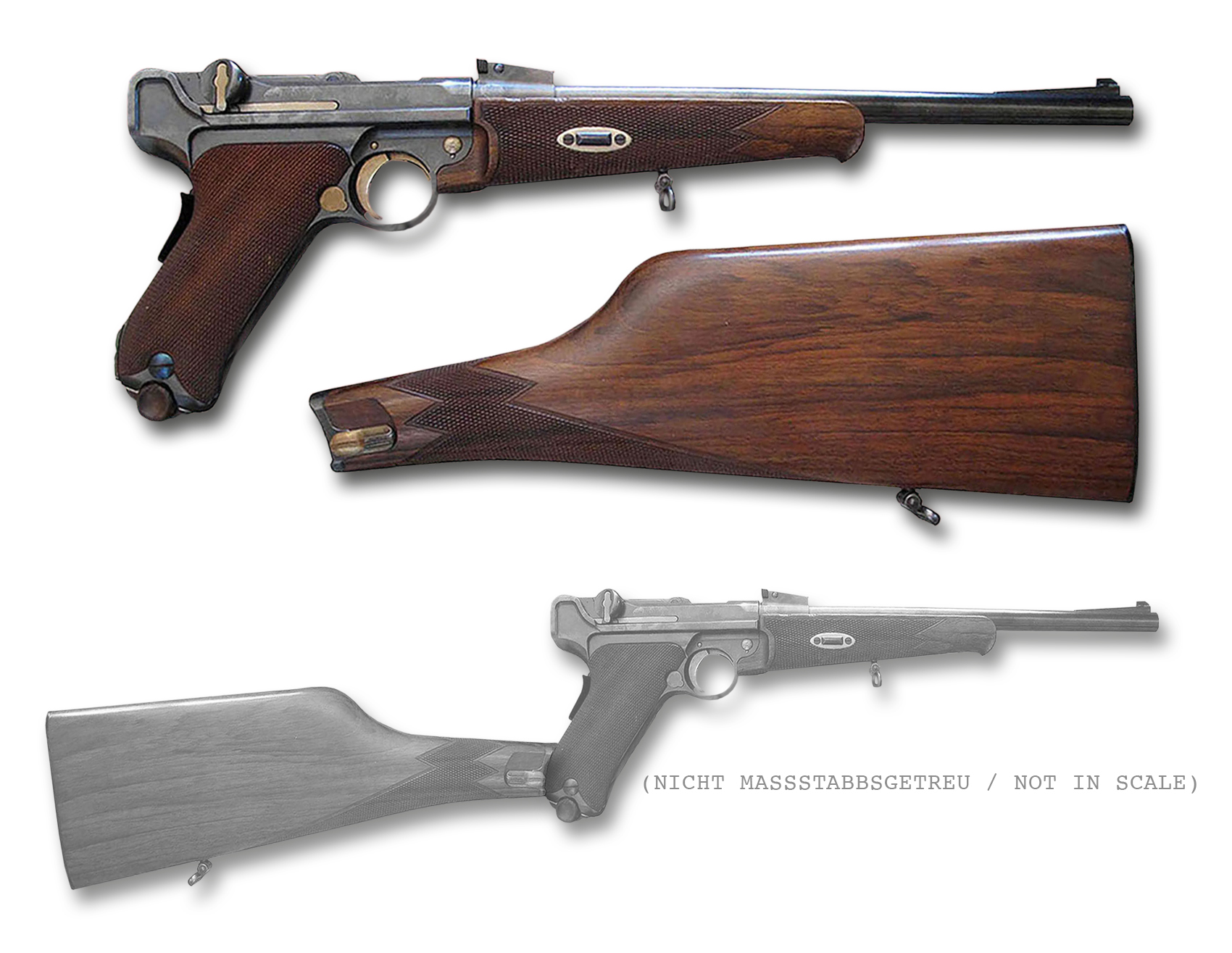
Luger Modell 1900 Pistolenkarabiner

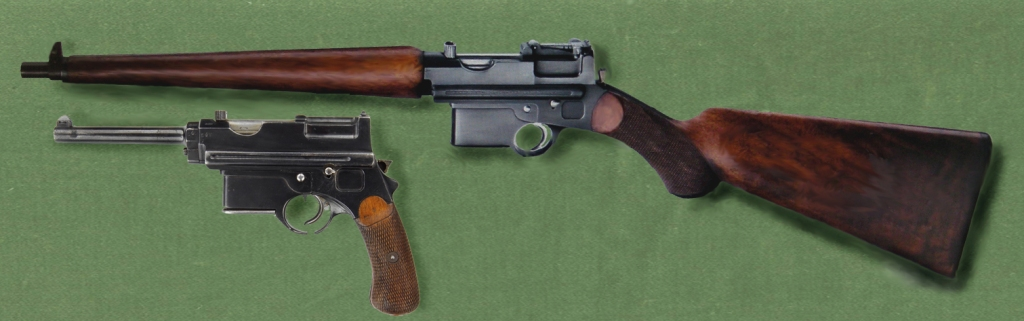
Mannlicher-Pistole 1896 und Karabiner 1903

Die ersten Selbstladegewehre wurden in den USA entworfen. Zwischen 1883 und 1885 entwickelte der amerikanisch-britische Erfinder und Konstrukteur Hiram Maxim ein Gewehr mit einem unverriegelten Masseverschluss und einem sechs Schuss fassenden Trommelmagazin im Verschlussgehäuse. Später folgte ein von Hiram Maxim abgeändertes Winchester-Gewehr mit Kniegelenkverschluss. Bei diesem Unterhebelrepetierer wurde der Ladehebel über eine Verbindungsstange mit der hinten am Kolben beweglich angebrachten gefederten Abschlussplatte verbunden. Rückstoß und Vorlauf beim Schuss betätigten so den Kniegelenkmechanismus der Waffe zum Nachladen. Auf dieser Basis entwickelte Maxim sein Maschinengewehr, ein mit einem Kniegelenkverschluss funktionierender Rückstoßlader.
Auch John Moses Browning verwendete für erste Versuche einen Winchester-Karabiner mit Kniegelenkverschluss. Zum Nachladen nutzte er die Energie der an der Mündung ausströmenden Gase, die auf eine gelochte Metallplatte am Laufende aufprallten. Die Bewegung der Platte wurde über einen Hebelmechanismus auf den Ladehebel der Waffe übertragen. Bei späteren Entwicklungen setzte er einen parallel zum Lauf angebrachten Zylinder ein, in dem ein Gaskolben durch aus dem Lauf in den Zylinder übergeleitetes Gas nach hinten gedrückt wurde: im Prinzip ein Gasdrucklader.
Es ist nicht bekannt, ob die oben erwähnten Gewehre Einzel- oder auch Dauerfeuer abgaben. Keine dieser Versuchswaffen wurde in Serie nachgebaut.

### Europa
Erste Versuche mit einem Selbstladegewehr wurden 1883/84 von Karel Krnka mit einem umgebauten Werndl-Gewehr gemacht. Der Pionier der Selbstladegewehrentwicklung in Europa war jedoch der österreichische Erfinder Ferdinand Ritter von Mannlicher. Seinen ersten Prototyp entwickelte er 1885, bei dieser unhandlichen Waffe liefen Verschluss und Lauf verriegelt um etwa eine Patronenlänge zurück, der Verschluss lief nach der Entriegelung in einem oben angebrachten, bis fast ans Ende des Kolbens reichenden Rohr zurück. Das Kastenmagazin war oben am Verschlussgehäuse angebracht, die Patronen wurden durch ihr eigenes Gewicht nachgeschoben. Beim Mannlicher M1894 lief der am hinteren Ende des Verschlussgehäuses verriegelte Lauf beim Schuss nach vorn, ein entsprechendes System ohne Verriegelung wurde später bei einer seiner Selbstladepistolen angewendet. Ein Prototyp M1893 entsprach weitgehend dem Ordonnanz-Repetiergewehr des gleichen Jahres, die Verriegelungsrillen in der Laufverlängerung und die entsprechenden Nocken am Verschluss waren in einem Winkel angebracht, der die Entriegelung verzögerte und dem System noch genügend Energie zum Nachladen überließ.

## Beginn der Serienfertigung

### Zivile Waffen
Das erste in den USA in Serie hergestellte Selbstladegewehr war das von Thomas C. Johnson, Chefingenieur bei der Winchester Repeating Arms Company unter Umgehung der Browning-Patente entwickelte Model 1903 mit einem unverriegelten Masseverschluss und einem Röhrenmagazin im Kolben. Das Gewehr verschoss anfangs die eigens dafür entwickelte .22-Winchester-Automatic-Patrone. Grund: Fehlfunktionen des noch nicht endgültig entwickelten Systems wegen der nicht einheitlich geladenen .22 long rifle Munition auf dem Markt. Von der Waffe wurden bis in die 1930er-Jahre 122.000 Exemplare hergestellt. Ab 1905 produzierte Winchester das Modell 1905 mit Kastenmagazin im Kaliber .32 (spätere Modelle 1907 und 1910 in größeren Kalibern). Die Waffe verschoss Patronen mit zylindrischen Hülsen, da erkannt wurde, dass sich Flaschenhalshülsen für diese Waffen mit nicht verriegeltem Verschluss wegen möglichen Hülsenreissern schlecht eignen.
Im Oktober 1900 verkaufte John Browning sein U.S. Patent 659,786 für ein Selbstladegewehr an die Firma Remington Arms. Remington begann 1905, diesen Rückstoßlader mit langem Rohrrücklauf, einem Drehkopfverschluss und Kastenmagazin unter der Bezeichnung Remington Model 8 (später Model 81) zu produzieren.
Die von Browning entwickelte Auto-5 Flinte war die erste in großer Zahl produzierte Selbstladeflinte, ein verriegelter Rückstoßlader mit langem Rohrrücklauf und Röhrenmagazin. Von John Moses Browning 1900 patentiert, wurde sie Winchester zur Fabrikation angeboten, was diese ablehnte. In den USA wurde sie deshalb von Remington Arms Co. und in Europa von der Fabrique Nationale d’Armes de Guerre (FN) in Belgien in großer Zahl produziert. Winchester entwickelte daraufhin unter Umgehung der Browningpatente die Selbstladeflinte Modell 11, die sich nicht bewährte und rasch aus der Produktion genommen wurde.
Auch das ab 1900 von Browning entwickelte FN-Browning Selbstladegewehr cal 22, ein aufschießender Rückstoßlader mit Masseverschluss wurde ab 1910 bei FN in Belgien und Remington in den USA in großer Zahl hergestellt.
Um die Jahrhundertwende wurden auch Selbstladepistolen oder deren Verschlusssysteme zur Herstellung von Selbstladegewehren (respektive Karabinern) verwendet. Beispiele sind die Mauser-C96-Pistole und der Mannlicher Selbstladekarabiner 1903.

### Militärische Waffen

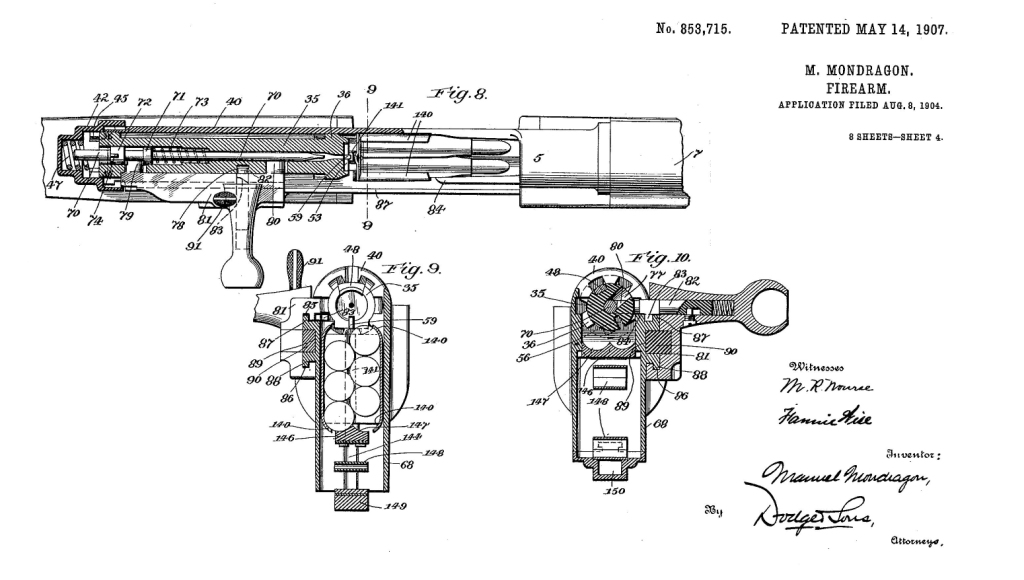
Verschluss Mondragón-Patent, sichtbar die je 6 Verriegelungsnocken

Eines der ersten militärischen Selbstladegewehre war das vom mexikanischen General Mondragón um die Jahrhundertwende entworfene Mondragón-Gewehr. In der Schweiz von der SIG Neuhausen weiterentwickelt, wurde es ab 1908 von der gleichen Firma in kleiner Serie hergestellt. Dieser Gasdrucklader mit doppelt verriegeltem Drehkopfverschluss (die 6 vorne angebrachten Nocken verriegeln in der Laufverlängerung, die hinten angebrachten 6 Nocken im Verschlussgehäuse) wurde im Ersten Weltkrieg von der schweizerischen und der deutschen Armee als „Fliegergewehr“ zur Bewaffnung des Flugbegleiters eingesetzt. Ein anderes um die Jahrhundertwende entwickeltes Selbstladegewehr war das italienische Cei-Rigotti-Gewehr, welches sich jedoch nicht bewährte.
Obschon als Jagdwaffe konzipiert, wurde die Browning Auto-5 Flinte im Kaliber 12 und mit einem 20-Zoll-Lauf von Militär und Polizei eingesetzt, dasselbe gilt für die Remington-Model-81-Gewehre. Auch die Winchester-Model-1910-Selbstladegewehre im Kaliber .351 wurden im Ersten Weltkrieg von der US-Armee und alliierten Armeen erworben, allerdings mit einem 10-Schuss-Magazin anstelle des 5-Schuss-Magazins der Jagdwaffen.

## Industrielle Fertigung von Militärwaffen

### Erster Weltkrieg
- Awtomat Fjodorowa (Russland, 1917)
- Fusil Automatique Modèle 1917, (Frankreich, 1917)

### Zweiter Weltkrieg
- M1 Garand (USA, 1936)
- Tokarew SWT-40 (Sowjetunion, 1940)
- Gewehr 41 (Deutsches Reich, 1941)
- Johnson M1941 (Gewehr) (USA, 1941)
- Automatgevär m/42 (Schweden, 1942)
- M1 Carbine (USA, 1942)
- Gewehr 43 (Deutsches Reich, 1943)
- Typ 4 Gewehr Kopie des M1 Garand (Japan, 1944)
- VG 1-5 (Deutsches Reich, 1945)

## Nach 1945 hergestellte Selbstladegewehre

### Militärwaffen
- M14 (Gewehr)
- FN Modell 49
- Simonow SKS-45
- Dragunow-Scharfschützengewehr
- PSL-Scharfschützengewehr
- Remington R11 RSASS

### Zivile Waffen
- Ruger Mini-14